# 星輝保險
星輝保險有限公司（英語：Anglo Starlite Insurance Company Limited），是一間香港已結業的保險公司。
星輝保險是一間主要經營汽車保險，是其中一間承保的士保單的公司。2009年5月，保監會因星輝保險涉及造假帳，接管星輝保險。同月，星輝保險破產結業。2005至2009年，星輝保險承保虧損近2億港元。
2015年6月，星輝保險創立人Balani Atmaram Parshotamdas因偽造帳目及串謀詐騙等控罪，被判囚3年1個月。